# Robert Rossen
Robert Rossen (16 de marzo de 1908 - 18 de febrero de 1966) fue un director, productor y guionista de cine estadounidense que fue incluido en la lista negra de Hollywood de finales de los años 1950.

## Biografía

### Primeros años
Robert Rossen nació en Nueva York en el seno de una humilde familia judía de emigrantes provenientes del Imperio Ruso y fue educado en la fe judía porque su padre era rabino . Creció en el Lower East Side neoyorquino. En su juventud, Rossen practicó el boxeo, pero después abandonó esta ocupación y sus estudios universitarios para trabajar como escritor y director teatral en los años 30, en los que se preocupó principalmente en representar obras de contenido social y político, a la vez que ingresaba en el Partido Comunista americano. A partir de entonces, escribió los guiones de grandes películas de la época, como La mujer marcada (1937) de Lloyd Bacon, They Won’t Forget (1937) de Mervyn LeRoy, Los violentos años veinte (The Roaring Twenties, 1939), de Raoul Walsh o El extraño amor de Martha Ivers y Un paseo bajo el sol, de Lewis Milestone. 
Después de estas experiencias, Rossen debutó como director con dos películas en 1947: Johnny O’Clock (1947) y Cuerpo y alma (1947), una cinta que recrea el último combate de un boxeador (John Garfield). La película estaba escrita por Abraham Polonsky, un simpatizante comunista. Eso hizo que Rossen comenzara a ser visto como un peligroso personaje de la órbita izquierdista en Hollywood, pese a que había abandonado la afiliación al partido comunista en 1945.
En 1949 y en plena época de testificación en las sesiones del Comité de Actividades Antinorteamericanas, Rossen desafió a todo el mundo, consiguiendo una de sus películas más extraordinarias. El político, basada en la novela de Robert Penn Warren, que narra el ascenso y la caída de un hombre no muy inteligente (Broderick Crawford), pero con una capacidad oratoria descomunal, cualidad que le lleva a ser elegido gobernador de Luisiana. El político se autodenomina el luchador contra la corrupción, pero acabaría implicado en numerosos escándalos. 
A pesar del escándalo que supuso en su día, la calidad de la cinta hizo que la Academia de Hollywood considerase El político como el mejor film del año. Rossen consiguió el Óscar como productor, una nominación como mejor director y otra como mejor guion adaptado. Broderick Crawford y Mercedes McCambridge lograron también sendas estatuillas como mejor actor y mejor actriz secundaria respectivamente.

### Rossen perseguido por el maccarthismo
Después del éxito de El político, Rossen fue convocado en 1951 por el Comité de Actividades Antiamericanas, aunque no llegó a tener que testificar. Pero el boicot al que fue sometido en todos los estudios le llevó a volver a comparecer ante el comité en 1953 para dar el nombre de varios personajes de la industria cinematográfica de pasado comunista.
Después de este desagradable incidente, Rossen se marchó a Europa (y, en concreto, a Italia y España) para rodar Mambo (1955), con Silvana Mangano, Vittorio Gassman y Alejandro El Grande (1956), con Richard Burton. Después rodó Una isla al sol (1957) en Barbados, filme antirracista con Harry Belafonte y Joan Fontaine, y Llegaron a Cordura (1959) en México.
En la década de los 60 Rossen regresó a los Estados Unidos donde rodó sus dos últimas películas. La primera fue The Hustler (1961), con Paul Newman, Piper Laurie, George C. Scott y Jackie Gleason. Un experto jugador de billar, Eddie "Relámpago" Felson (Newman), se mete en el submundo del juego y de las pequeñas mafias. Rossen volvió a ser nominado a los Óscar por partida triple (mejor guion adaptado, mejor dirección y mejor película). 
El último film como director de Rossen sería Lilith (1964), versión del libro de J. R. Salamanca en la cual Rossen volvía a incidir en el drama psicológico, con el protagonismo de Jean Seberg y Warren Beatty. Dos años después del estreno de esta película, el 18 de febrero de 1966, Robert Rossen falleció a la edad de 57 años.

## Filmografía

### Como director
- Cuerpo y alma (1947) (Body and Soul)
- Johnny O’Clock (1947) (Johnny O’Clock)
- El político (1949) (All the King’s Men)
- The Brave Bulls (1951)
- Mambo (1954)
- Alejandro el Grande (1956) (Alexander the Great)
- La isla del sol (1957) (Island in the Sun)
- Llegaron a Cordura (1959) (They Came to Cordura)
- The Hustler (1961) (The Hustler)
- Lilith (1964) (Lilith)

### Como productor
- Relato criminal (1949) (The Undercover Man), de Joseph H. Lewis.
- El político (1949) (All the King’s Men)
- The Brave Bulls (1951)
- Alejandro el Grande (1956) (Alexander the Great)
- The Hustler (1961) (The Hustler)
- Lilith (1964) (Lilith)

### Como guionista
- La mujer marcada (1937) (Marked Woman) de Lloyd Bacon.
- They Won’t Forget (1937) de Mervyn LeRoy.
- Los violentos años veinte (1939) (The Roaring Twenties) de Raoul Walsh.
- Lobos marinos (1940) (The Sea Wolf), de Michael Curtiz.
- Un paseo bajo el sol (1945) (A Walk in the Sun), de Lewis Milestone.
- El extraño amor de Martha Ivers (1946) (The Strange Love of Martha Ivers), de Lewis Milestone.
- Johnny O’Clock (1947) (Johnny O’Clock)
- El político (1949) (All the King’s Men)
- Mambo (1954)
- Alejandro el Grande (1956) (Alexander the Great)
- Llegaron a Cordura (1959) (They Came to Cordura)
- The Hustler (1961) (The Hustler)
- Lilith (1964) (Lilith)

## Premios y distinciones
Premios Óscar
| Año  | Categoría                     | Película    | Resultado |
| ---- | ----------------------------- | ----------- | --------- |
| 1950 | Mejor película                | El político | Ganador   |
| 1950 | Oscar al mejor guion adaptado | El político | Nominado  |
| 1950 | Oscar a la mejor dirección    | El político | Nominado  |
| 1962 | Oscar a la mejor película     | The Hustler | Nominado  |
| 1962 | Oscar a la mejor dirección    | The Hustler | Nominado  |
| 1962 | Oscar al mejor guion adaptado | The Hustler | Nominado  |